# Sancti-Spíritus (Castiglia e León)
Sancti-Spíritus è un comune spagnolo di 1 031 abitanti situato nella comunità autonoma di Castiglia e León.